# Cymindis cribricollis
Cymindis cribricollis es una especie de coleóptero de la familia Carabidae.

## Distribución geográfica
Habita en Canadá y Estados Unidos.